# Lamyra xanthotrix
Lamyra xanthotrix är en tvåvingeart som först beskrevs av Hermann 1914.  Lamyra xanthotrix ingår i släktet Lamyra och familjen rovflugor. Inga underarter finns listade i Catalogue of Life.